# Landkreis Gießen
Landkreis Gießen is een Landkreis in de Duitse deelstaat Hessen. Het is onderdeel van het Regierungsbezirk Gießen. Kreisstadt is de gelijknamige stad. De Landkreis telt 271.667 inwoners (31 december 2020) op een oppervlakte van 854,56 km². Op 31 december 2020 had 14,16% van de inwoners een niet-Duits staatsburgerschap (38.460 niet-Duitsers) en hadden 205 inwoners het Nederlandse staatsburgerschap.
Bergstraße · Darmstadt · Darmstadt-Dieburg · Frankfurt am Main · Fulda · Gießen · Groß-Gerau · Hersfeld-Rotenburg · Hochtaunuskreis · Kassel (stad) · Landkreis Kassel · Lahn-Dill-Kreis · Limburg-Weilburg · Main-Kinzig-Kreis · Main-Taunus-Kreis · Marburg-Biedenkopf · Odenwaldkreis · Offenbach am Main · Landkreis Offenbach · Rheingau-Taunus-Kreis · Schwalm-Eder-Kreis · Vogelsbergkreis · Waldeck-Frankenberg · Werra-Meißner-Kreis · Wetteraukreis · Wiesbaden
Allendorf (Lumda) ·
Biebertal ·
Buseck ·
Fernwald ·
Gießen ·
Grünberg ·
Heuchelheim ·
Hungen ·
Langgöns ·
Laubach ·
Lich ·
Linden ·
Lollar ·
Pohlheim ·
Rabenau ·
Reiskirchen ·
Staufenberg ·
Wettenberg